# Edward James Harland
Pour les articles homonymes, voir Harland.
Sir Edward James Harland, Premier Baronnet (15 mai 1831 - 24 décembre 1895), est un constructeur de navires, baronnet et politicien britannique, également Knight Bachelor. Né à Scarborough dans le Yorkshire du Nord, il étudie à l'Edinburgh Academy. En 1846, à l'âge de 15 ans, il devient apprenti chez Robert Stephenson and Company à Newcastle upon Tyne. Par la suite, il travaille à Glasgow puis à nouveau à Newcastle, et s'installe finalement à Belfast en 1854 pour diriger le chantier naval de Robert Hickson sur Queen's Island. Quatre ans plus tard, il achète le chantier et le renomme Edward James Harland and Company.
En 1861, il travaille en partenariat avec Gustav Wilhelm Wolff, qui était auparavant son assistant personnel, et crée ainsi les chantiers Harland & Wolff. Par la suite, Harland recrute William James Pirrie comme partenaire. Harland, Wolff et Pirrie voient leurs affaires prospérer, recevant des commandes régulières de la White Star Line, jusqu'à la retraite de Harland en 1889. Pirrie et Wolff restent ensuite à la direction du chantier.
En dehors des chantiers, Harland sert comme commissaire du port de Belfast. En 1885, il est fait chevalier et baronnet. Membre du Parti Conservateur et Unioniste, il est un temps maire de Belfast avant de partir pour Londres où il est membre du Parlement pour Belfast nord jusqu'à sa mort.

## Biographie

### Jeunesse

#### Naissance et enfance
Edward james Harland nait le 15 mai 1831 à Newborough, près de Scarborough dans le Yorkshire du Nord. Il est le fils du docteur William Harland et de sa femme Anne. Son lieu de naissance est désormais occupé par un magasin Marks & Spencer. Il est le septième de dix enfants, quatrième de six enfants. Son frère ainé meurt dans son enfance, et Edward Harland est parfois décrit comme le sixième enfant de la famille,. Le docteur Harland est un physicien, ingénieur amateur, inventeur d'un chariot à vapeur breveté.

#### Début de carrière
Il fait ses études à l'Edinburgh Academy. En 1846, à 15 ans, il part à Newcastle upon Tyne pour faire un apprentissage chez Robert Stephenson and Company, un atelier d'ingénieurs. Le propriétaire, Robert Stephenson, est le fils de George Stephenson, concepteur de locomotives, avec qui le père d'Edward Harland est ami. Harland sert comme apprenti à Newcastle jusqu'en 1851. Pendant cet apprentissage, Harland rencontre Gustav Christian Schwabe, qui connaissait le docteur Thomas Harland, oncle d'Edward. Schwabe est alors associé à John Bibby & Sons, une compagnie maritime de Liverpool. Schwabe s'arrange pour que Harland soit employé chez J. et G. Thomson, des ingénieurs navals de Glasgow qui construisent des navires pour John Bibby, après avoir terminé son apprentissage. Là, Harland gagne 20 shillings par semaine et devient chef dessinateur. En 1853, Harland quitte Glasgow pour revenir à Newcastle, comme directeur du chantier naval de Thomas Toward sur la Tyne,.

### Robert Hickson and Company

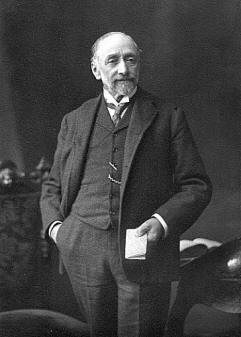
Gustav Wilhelm Wolff, associé de Harland, est le cofondateur des chantiers Harland & Wolff.

En décembre 1854, Harland part à Belfast avec le soutien de Schwabe, et est employé comme directeur au chantier naval de Robert Hickson sur Queen's Island,. Là, Harland se fait connaître pour sa gestion stricte et l'amélioration des compétences, en réduisant les salaires et en interdisant de fumer ; il emporte toujours avec lui une craie et une règle en ivoire, dont il se sert pour prendre note des erreurs. Un employé de l'entreprise qu'Harland a ouverte par la suite, Harland and Wolff a déclaré : 

« Il avait le nez fin et voyait tout. Un jour, il marchait d'un pas alerte, s'arrêta net et sentit près d'un trou. En un éclair, la trappe fut levée et on vit là dans la poussière un petit homme recroquevillé, fumant une pipe d'agile. »

 Harland réussit à faire fonctionner le chantier malgré les problèmes financiers des propriétaires. En 1857, Harland emploie Gustav Wilhelm Wolff, le neveu de Gustav Schwabe, comme assistant personnel,. Harland entreprend d'ouvrir son propre chantier naval, et échoue à plusieurs reprises en tentant d'ouvrir des chantiers à Liverpool. Cependant, le 21 septembre 1858, Robert Hickson lui écrit : 

« Je vous offre mes intérêts et ma bénédiction dans les chantiers navals de Queen's Island, Belfast... pour la somme de cinq mille livres... »

Avec le soutien financier de Gustav Schwabe, Harland rachète l'affaire et, le 1er novembre 1858, l'entreprise Edward James Harland and Company est créée.

### Fondation de Harland & Wolff

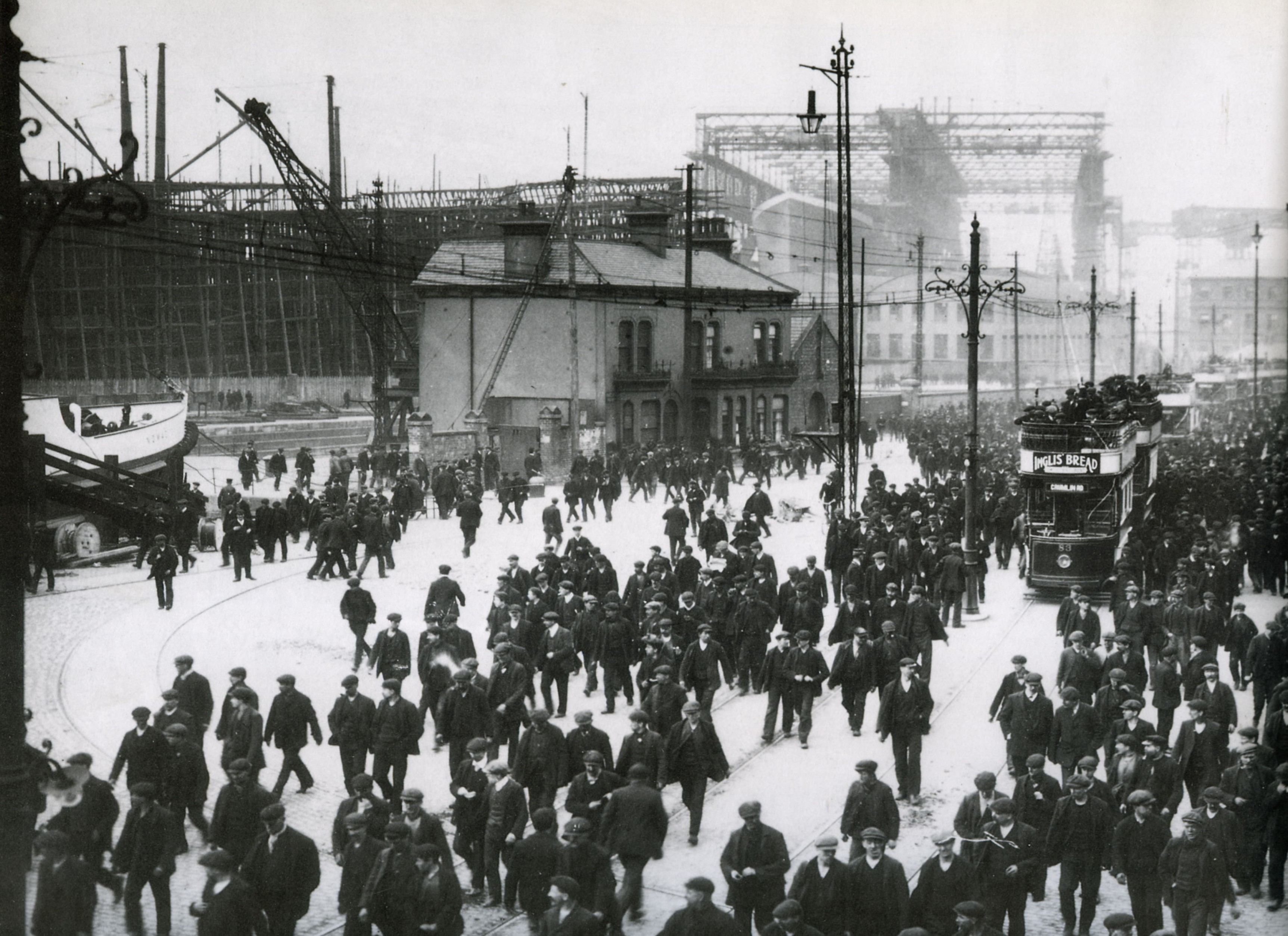
Des ouvriers quittent les chantiers Harland & Wolff en 1912, durant la construction du Titanic.

La nouvelle entreprise d'Edward Harland reçoit rapidement la commande de trois navires par John Bibby & Sons. Ces navres sont le Venetian, le Sicilian et le Syrian ; les registres de commandes de la compagnie comportent toujours mention de ces navires nommés no 1, no 2 et no 3. Impressionné par les navires, Bibby en commande six de plus à Harland en 1860. Les navires qu'Edward Harland conçoit sont longs, étroits et à fond-plat ; les navires deviennent connus sous le surnom de « cercueils de la Bibby ». Le 26 janvier 1860, Harland épouse Rosa Matilda Wann, de Vermont, à Belfast, qui est la fille de Thomas Wann, agent dechange et assureur,. En 1861, Harland choisit Gustav Wilhelm Wolff, son ancien assistant personnel âgé de 27 ans, pour qu'il devienne son partenaire au sein de l'entreprise, formant Harland & Wolff,. La compagnie de Harland a des relations prospères avec la White Star Line de Thomas Henry Ismay, une importante compagnie maritime, s'assurant des commandes régulières et un certain succès financier. Les schémas de conception de Harland créent des navires à fond plat et à quilles carrées pour accroître leur capacité. Selon la nécrologie d'Edward Harland dans le Times, il concevait les paquebots de sa compagnie "sur le modèle d'un poisson fendant les eaux. La compagnie de Harland reçoit des commandes durant la Guerre de Sécession des États confédérés d'Amérique, qui achêtent des navires rapides pour échapper au blocus de l'Union.

En 1874, Edward Harland recrute William James Pirrie, un ancien apprenti de la compagnie, comme associé, ; Pirrie devient par la suite président de la compagnie, et a pour tâche de trouver des acheteurs et de négocier les accords. Lorsque l'on a demandé à Harland quelle était la nature des relations d'affaires entre les trois hommes, il a répondu : 

« Eh bien, Wolff conçoit les navires, Pirrie les vend et je fume les cigares de la compagnie. »

 Harland est impliqué dans plusieurs brevets, notamment en 1860 pour « des améliorations dans la construction et la couvertures des ponts des navires et autres corps flottants », en 1871 pour « améliorations dans la propulsion des navires », et en 1878 pour « des améliorations aux hélices" ». En 1880 Harland et ses deux associés décident d'étendre leurs activités et de construire leurs propres ateliers de fabrication de machines. Harland commence à moins s'impliquer dans le fonctionnement des chantiers, et il se retire en 1889 des activités quotidiennes qui y sont liées.

### Carrière politique et fin de vie
Edward Harland est commissaire du port de Belfast de 1875 aux années 1880. Harland est presbytérien et membre de l'Église de Rosemary Street à Belfast. Comme membre du Parti Conservateur et Unioniste, il est maire de Belfast en 1885 et 1886, et s'oppose fermement au Home Rule Bill de 1886. En 1885, Harland est fait chevalier et le 25 juillet de cette année, il devient baronnet,. En 1889 Harland est élu Membre du Parlement britannique pour Belfast Nord,,. Harland part ensuite à Londres, et est réélu sans opposition en 1892 et 1895,, et assure cette fonction jusqu'à sa mort la veille de Noël 1895 à sa demeure irlandaise de Glenfarne Hall dans le Comté de Leitrim. Harland n'a pas d'héritier à son baronnetage.